# Crossandra infundibuliformis
Crossandra infundibuliformis es una especie de planta herbácea perteneciente a la familia de las acantáceas. Se encuentra en la India.

## Descripción
Es una planta sufruticosa, erecta, ramificada, que alcanza  hasta los 0.5 m de alto; las ramas más jóvenes son cilíndricas, escasamente pubérulas. Las hojas son ovadas a ovado-elípticas, de 7–17.5 cm de largo y 2–5.3 cm de ancho, con el ápice acuminado, base atenuada, márgenes enteros a undulados, glabras, y sésiles. Las inflorescencias mayormente en forma de espigas marcadamente cuadrangulares, terminales, de 9 cm de largo y 1 cm de ancho, con pedúnculos de hasta 6 cm de largo. El fruto es una cápsula inmadura elíptica, glabra.

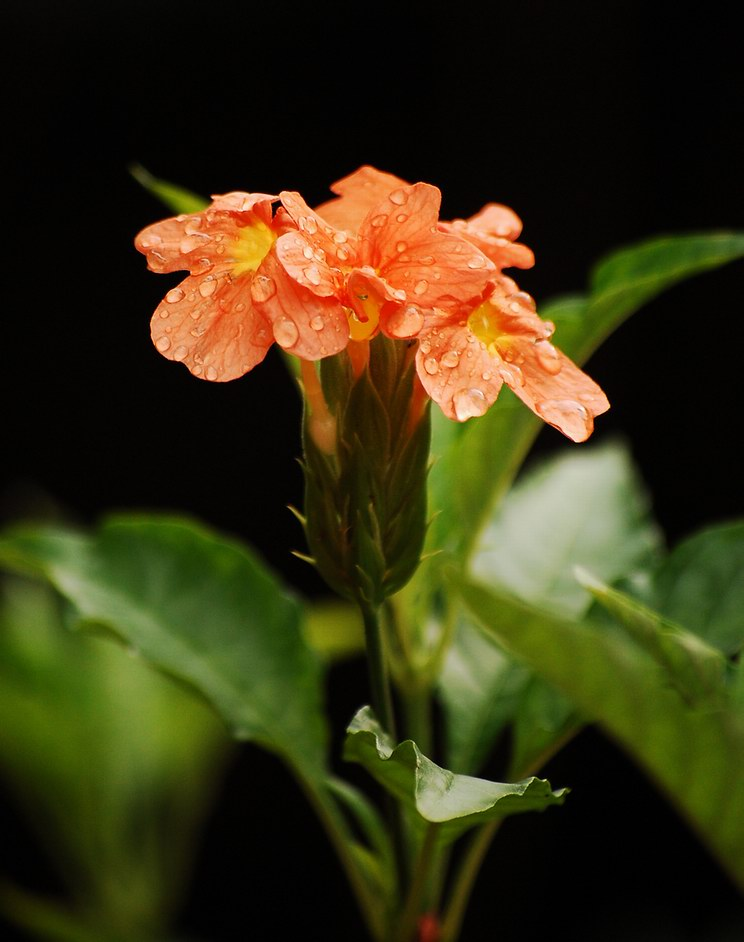
Vista de la flor

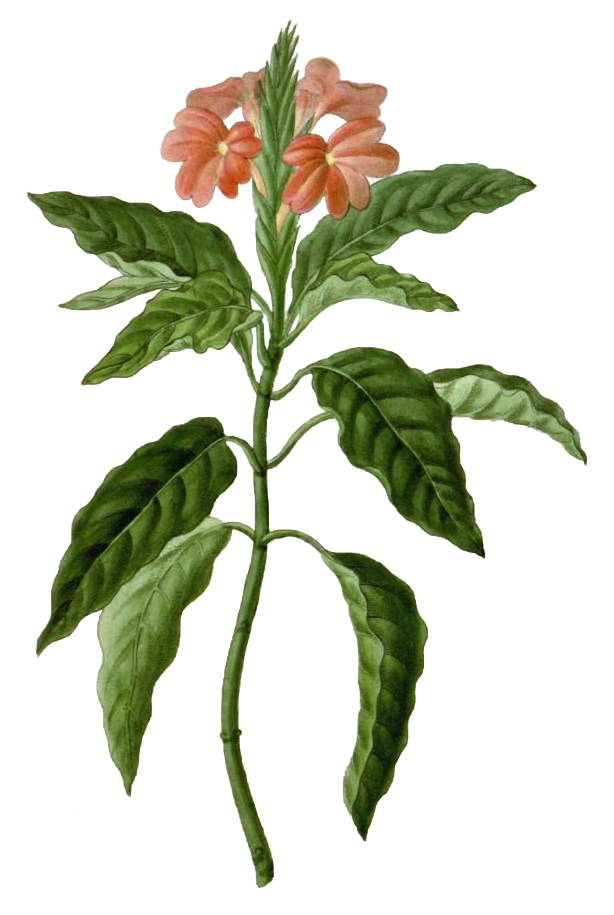
Ilustración

## Distribución
Originaria de la India, se distribuye por  Sri Lanka y Tailandia. Se ha naturalizado en Centroamérica, principalmente en Nicaragua.

## Taxonomía
Crossandra infundibuliformis fue descrito por (L.) Nees y publicado en Plantae Asiaticae Rariores 3: 98. 1832.
Etimología
Crossandra: nombre genérico que deriva de las  palabras griegas krossoi = "flecos" y andros = "hombres" y se refiere a la bolsa de semillas con flecos.
infundibuliformis: epíteto latino que significa "en forma de embudo".
Variedades
- Crossandra infundibuliformis subsp. arida L.H.Cramer
- Crossandra infundibuliformis subsp. brachystachys (Franch.) Napper

Sinonimia
- Crossandra axillaris Nees
- Crossandra coccinea Dalzell & Gibson
- Crossandra nutans Wight ex Nees
- Crossandra oppositifolia Wight ex Nees
- Crossandra undulifolia Salisb.
- Harrachia spinosa Hook. ex Nees
- Justicia infundibuliformis L.
- Ruellia infundibuliformis (L.) Andrews[5]

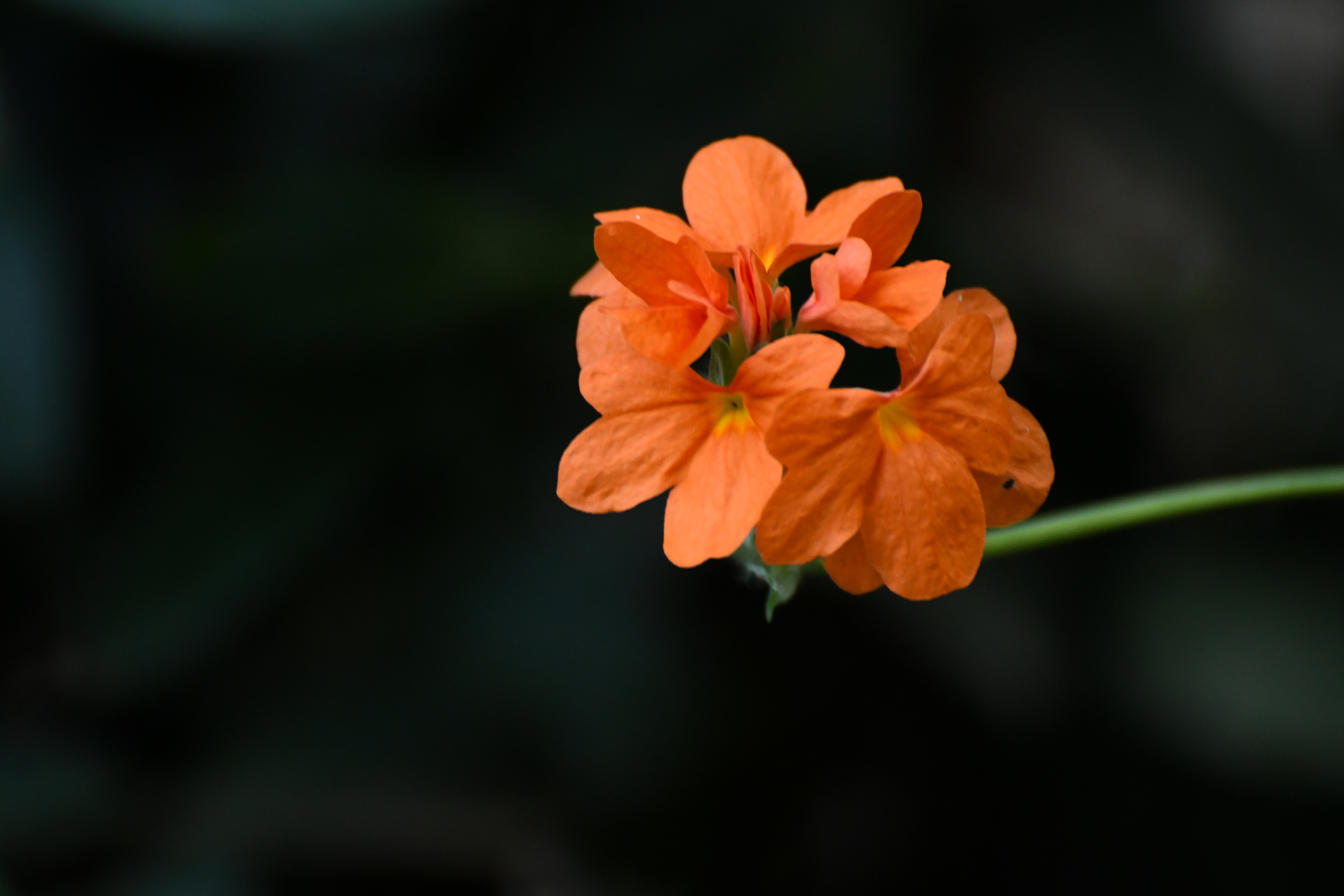
From Kerala